# Samosa

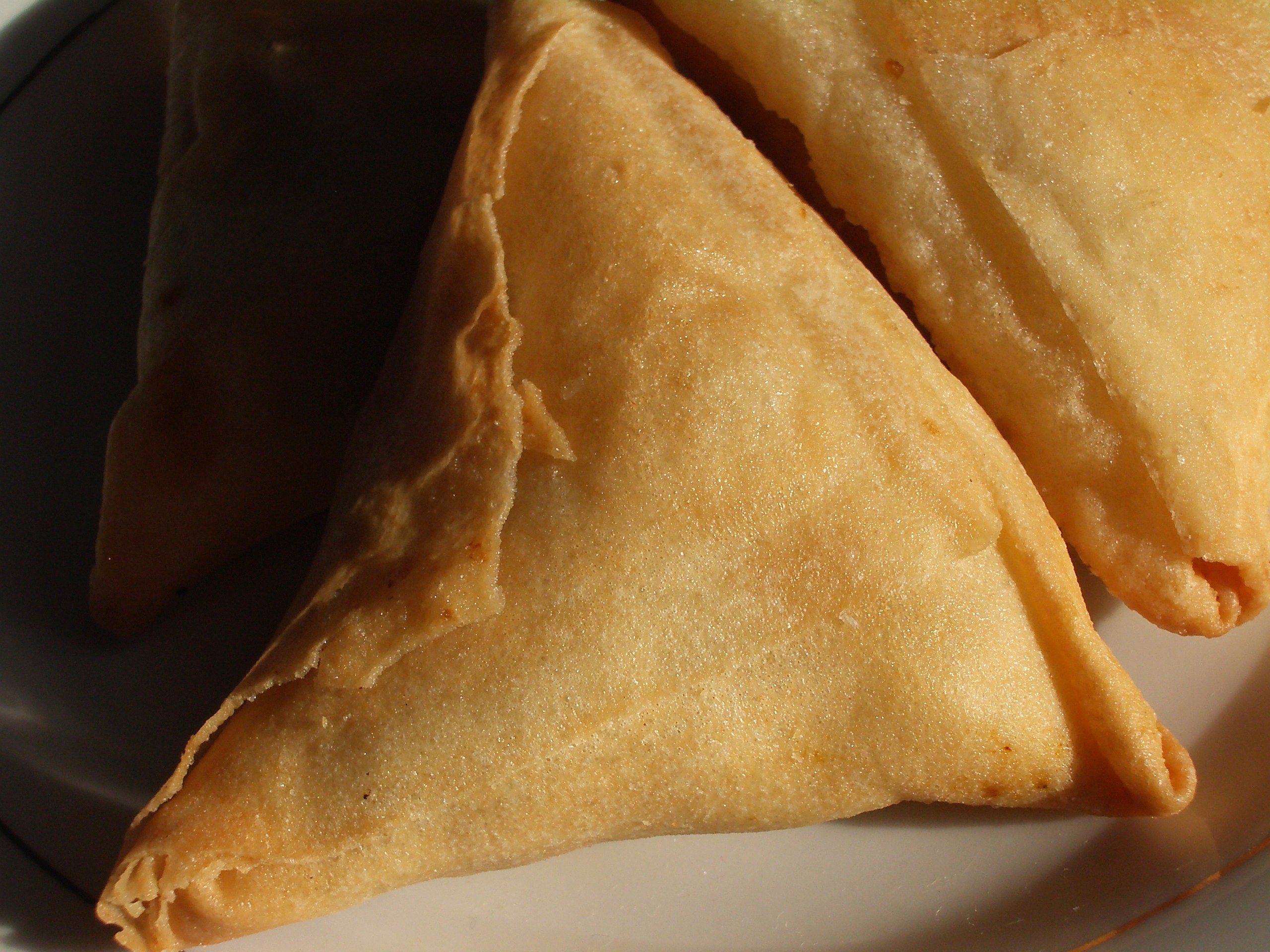
Dreieckige Samosas

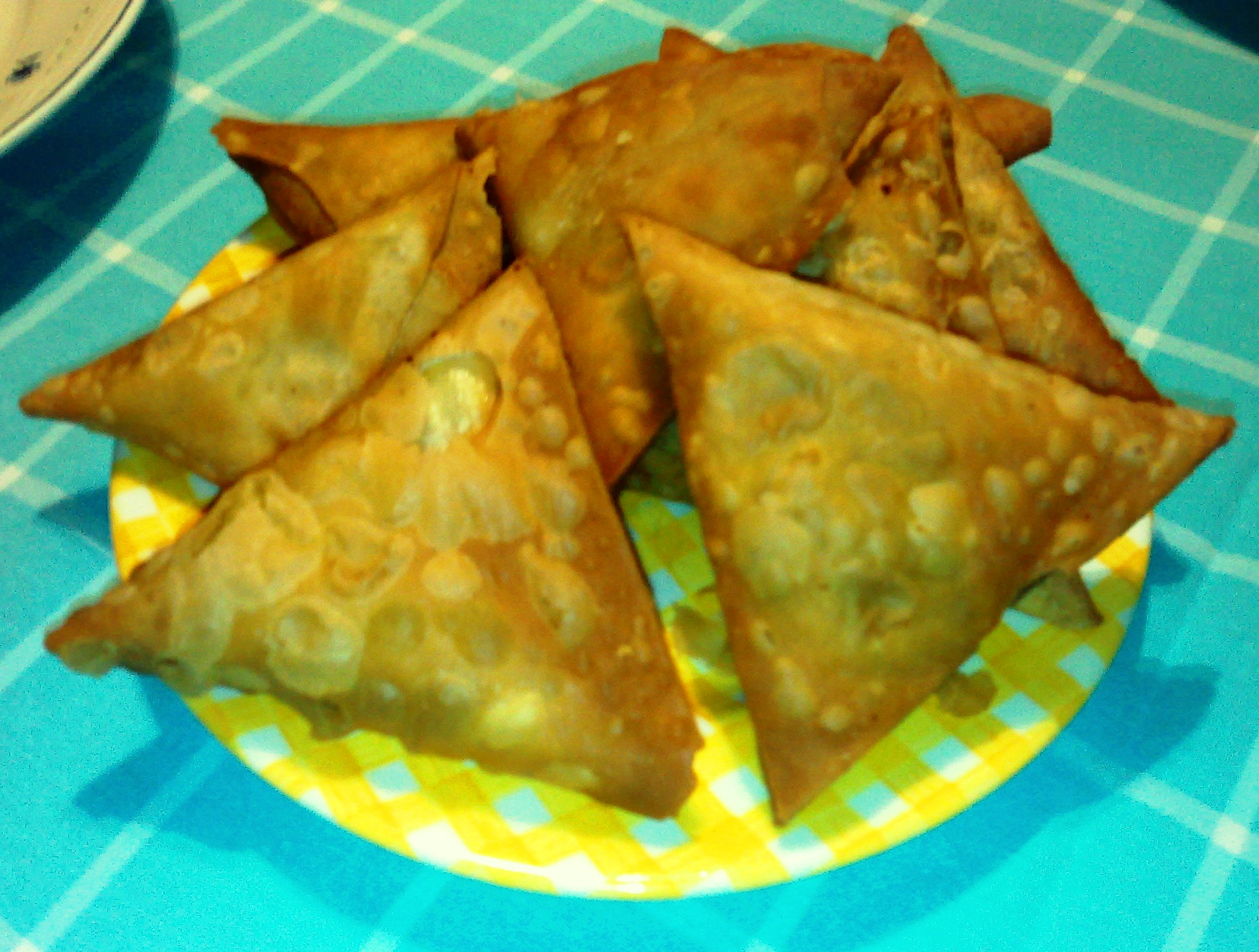
Chamuças aus Goa

Samosas (Devanagari: समोसा, Samosā; auch सामोसा, Sāmosā; Persisch/Arabisch: Sambusa; Portugiesisch: Chamuça) sind gefüllte Teigtaschen aus Pakistan und Indien.
Der Teig besteht aus Speiseöl oder Butter, Wasser, Salz und Mehl. Sie werden oft mit übrig gebliebenen Speisen, zum Beispiel mit den Resten eines Gemüsecurrys, mit Reis und Kartoffeln, aber auch mit Hackfleisch, Käse, Eiern oder Fisch gefüllt. Auch süße Füllungen sind beliebt.
Die Samosas werden zu Dreiecken zusammengelegt und in siedendem Fett frittiert, wodurch sie außen knusprig werden. Möglich ist auch das Backen im Ofen. Samosas werden oft als Vorspeise oder im Straßenverkauf als Schnellimbiss verzehrt. In Indien wird zu herzhaften Samosas üblicherweise ein Chutney serviert.